# 葛城山 (伊豆の国市)
葛城山（かつらぎやま）は、静岡県伊豆の国市にある標高452mの山である。他地域の葛城山と区別するために伊豆葛城山と呼ばれることもある。また、方向によっては釈迦が寝ている姿に見えるため、俗に寝釈迦山とも呼ぶ、葛城山は釈迦の顔の辺りにあたる。

## 成り立ち
葛城山は静浦山地の南部を構成する山で、白浜層群と呼ばれる地層で構成されている。これは科層群・湯ヶ島層群に次いで、伊豆半島で3番目に古い地層である。
この白浜層群のほとんどは、およそ1千万〜200万年前の海底火山の噴出物と、そこから削られた土砂が近くの浅い海底にたまってできた地層からなっている
これらがフィリピン海プレートと本州側のプレートの衝突によってそれらが隆起して侵食が進み、現在の静浦山地が形成された。葛城山はその中でも海底火山の火道（マグマの通り道にあたる部分）が浸食に耐えて残った火山岩頸と呼ばれる地形である。これは隣の城山なども同じである。

## 利用
山地部が伊豆パノラマパークとして整備されており、北麓から山頂までロープウェイが運行されている。山頂では富士山や天城山などが望める。茶屋やアスレチックなども置かれ、スカイスポーツ用のテイクオフポイントも設けられている。また、伊豆長岡中継局も設置されている。

## 葛城神社
山頂には葛城神社や、鎌倉時代より鎮座していたと言われる百体地蔵などがある。葛城神社は古くから山頂に鎮座していたもので、延喜式内社の倭文（しどり）神社の論社とされているが、明治時代に山麓の小坂神社に合祀された。現在山頂にある社殿はロープウェイ会社によって1966年に新たに建てられたものである。

## 登山
複数の登山道があり、北東麓の小坂地区から登るルートが一般的で駐車場もある。南東にある城山の狩野川脇の登山口から城山に登頂し、葛城山を目指すルートも存在する。葛城山に登頂した後に発端丈山に向かい、駿河湾に抜けることもできる。城山、葛城山、発端丈山を縦走する場合、コース距離は約9.2kmで、公共交通機関は、行きは伊豆箱根鉄道大仁駅、帰りは長浜バス停からJR東海道本線沼津駅へ行くことが出来る。ハイキングの文脈では、この城山、葛城山、発端丈山を「伊豆三山」と総称することも多い。

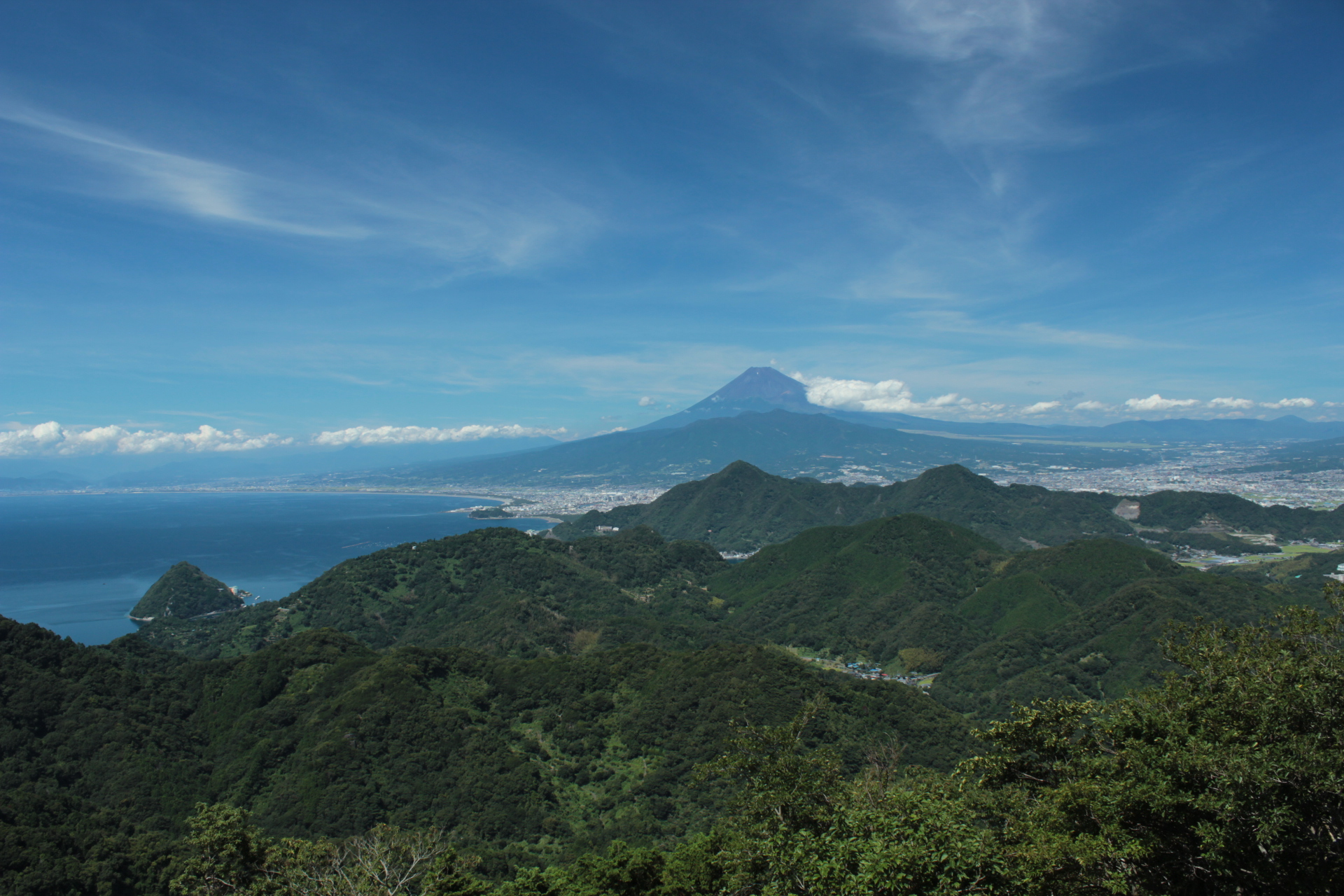
山頂から北の眺望 中央奥に富士山 (拡大版)
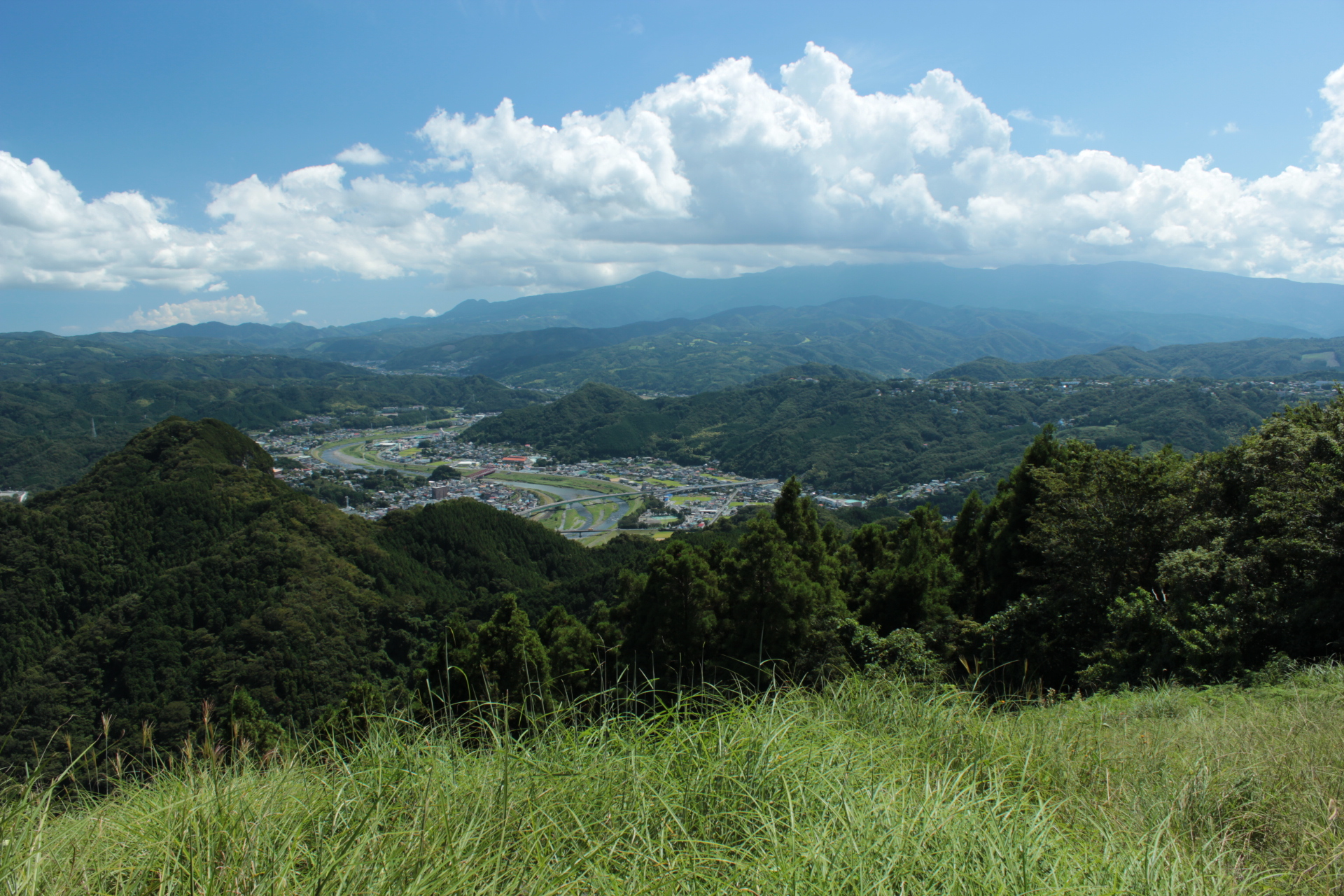
山頂部のテイクオフポイントから南の眺望 最奥の山体は天城山
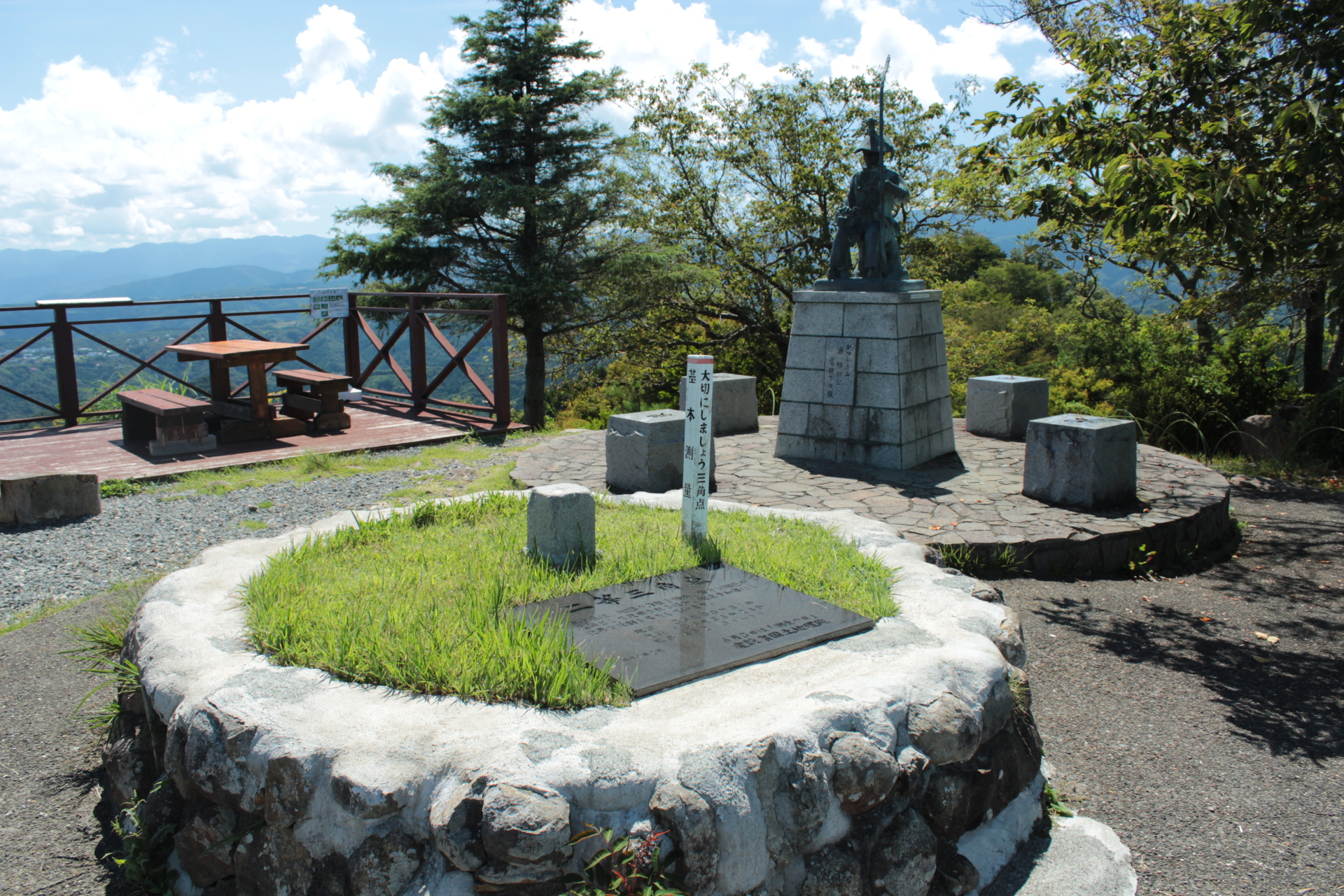
三角点 右奥は源頼朝の像(頼朝は至近の蛭ヶ小島に配流となったと伝わる)
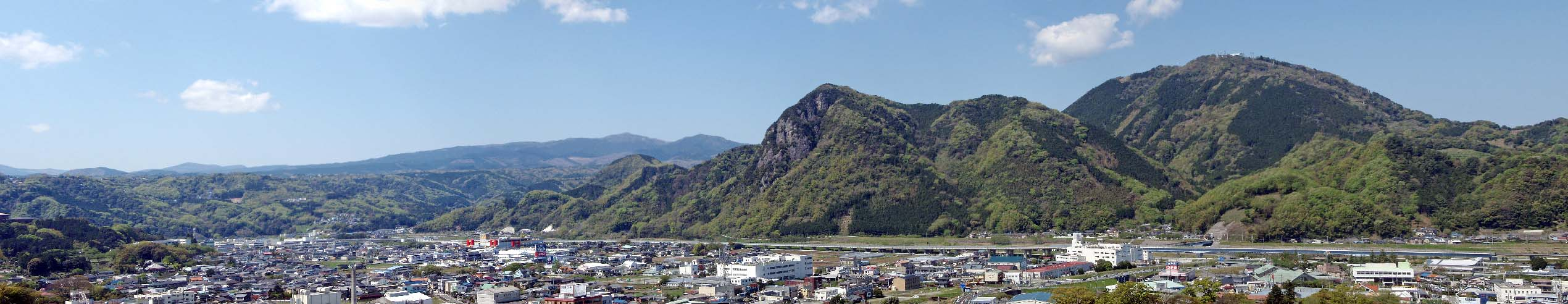
葛城山(左)を東から望む 中央の岩山は城山 中央後方は達磨火山